# Pentatonix
I Pentatonix o abbreviato "PTX" sono un gruppo vocale a cappella vincitore di 3 Grammy Award.
Il nome Pentatonix deriva da "pentatonic", in italiano "pentatonica", ovvero una scala musicale formata da cinque note, che rappresentano appunto le loro cinque voci ed estensioni vocali diverse; in fondo al nome della scala aggiunsero una "x" per rendere più pronunciabile il nome. La loro musica si basa maggiormente sullo stile pop, ma variano anche su tanti altri stili musicali, come il reggae, la dubstep, l'electro, l'hip hop e la musica classica. Le loro produzioni più conosciute sono per la maggior parte cover, medley e mash-up, ed il gruppo si è affermato grazie alla vittoria della terza stagione del talent show statunitense The Sing-Off.

## Storia del gruppo
Il gruppo affonda le proprie radici in un originale trio composto dai tre amici d'infanzia:
- Scott Richard Hoying (nato il 17 settembre 1991), pianista e baritono d'origini tedesche e inglesi. Scott sin da piccolo ha amato il canto così da segnarsi da solo la sua strada già dall'età di 8 anni. La sua estensione vocale è di 4 ottave[1].
- Kirstin Taylor Maldonado (nata il 16 maggio 1992), mezzosoprano d'origini spagnole e italiane, con il ruolo da contralto e soprano nel gruppo.
- Mitchell Coby Michael Grassi (nato il 24 luglio 1992), pianista e controtenore d'origini italiane. Mitch assume anche il ruolo di contralto e soprano.

Nati ad Arlington (Texas) e provenienti dal liceo Martin Hight School in Arlington, studiano canto, recitazione e pianoforte. I ragazzi, dopo aver calcato più volte i palcoscenici della propria città con concorsi, riescono, in un secondo momento, a mettersi in luce anche su YouTube, grazie ad una cover, eseguita a cappella, del brano Telephone.
Scott e Kirstin si sono diplomati nel 2010 e poi successivamente separati in occasione dell'iscrizione all'università, Scott iscritto all'università del Sud California "USC" e Kirstin all'università dell'Oklahoma, mentre Mitch si diploma nel 2011, nella stessa giornata delle audizioni di Sing Off. I tre amici tornano a riunirsi quando lo stesso Scott Hoying avanza la proposta di prendere parte al talent show per gruppi a cappella The Sing-Off, il cui regolamento, tuttavia, prevede che ogni gruppo iscrittosi conti almeno cinque membri: è per questo motivo che, appena il giorno prima dell'audizione, i membri dell'originale trio (come raccontano gli stessi) si incontrano con:
- Avriel Benjamin Kaplan (nato il 17 aprile 1989 a Visalia (California), chitarrista e basso conosciuto tramite un amico. Avi faceva parte di una comunità a cappella, frequentava il "San Antonio college".
- Kevin Oluwole Olusola (nato il 5 ottobre 1988), conosciuto tramite YouTube[5][6] grazie ad un video nel canale di Kevin, che raggiunse quasi un milione di visualizzazioni, nel quale suonava il violoncello mentre faceva beatbox. Kevin, nato a Owensboro (Kentucky), d'origini nigeriane, è il beatboxer del gruppo, che a volte entra nel coro o in una parte da solista, come baritono. Sin da bambino ha suonato in chiesa il violoncello, il sassofono e il pianoforte. Laureato all'università di Yale, Kevin ha anche trascorso un anno in Cina padroneggiando la lingua.

Avi e Kevin divengono i responsabili di una sezione ritmica che sostenga le voci dei tre membri fondatori impegnate tra linee melodiche e cori. Infatti i due verranno soprannominati "meat and potatoes" ("carne e patate") dai giudici del Sing-Off, proprio per il loro sostanziale contributo al sound del gruppo. Nella prima puntata del talent in cui i gruppi si presentavano, Scott aggiunse: "Le leggende o sono d'oro o sono di cenere, i Pentatonix saranno assolutamente d'oro".
Durante il talent, il gruppo visita l'ufficio amministrativo di "The Trevor Project", un'organizzazione non-profit americana che dà attenzione alla prevenzione del suicidio di persone LGBTQI. Il gruppo condivide la sua esperienza di bullismo e registra un annuncio di servizio pubblico.
I Pentatonix, giunti al termine della competizione di NBC, riescono a ottenere il primo posto, la corrispondente somma di denaro di 200.000 dollari ed un contratto con la Sony Music e la Epic Records.

### 2012-2014: I primi EP,Evolution of BeyoncéeThat's Christmas to Me
Sulla scia della notorietà acquisita, nel gennaio del 2012 firmato un contratto con la Sony Music, scrivono il loro primo album insieme al loro arrangiatore e produttore Ben Bram (anch'esso vincitore di un Grammy Award con il medley Daft Punk). Cominciano a diffondere sempre più video tramite il proprio canale di YouTube e a distribuire la loro musica attraverso "Madison Gate Records", arrangiando cover "a cappella" delle canzoni più popolari del momento. Il traguardo più significativo è che in poco tempo sono riusciti a diventare il gruppo a cappella numero uno al mondo. Prima delle pubblicazioni degli album e dei singoli, all'inizio della loro carriera hanno pubblicato alcune live cover sul loro canale, come fanno ancora oggi, come la recente live cover di Happy di Pharrell Williams. Dall'inizio della loro carriera hanno registrato qualche momento per poi pubblicarlo sul loro canale dei vlogs "PTXVlogs", durante i tour possiamo vederli dietro le quinte dei live nei loro episodi "PTXperience" sul canale. Sempre su YouTube troviamo anche i canali personali dei 5 membri, dove pubblicano cover o live. Invece Kirstin si occupa del suo blog, con capitoli, dove scrive del suo stato d'animo, dei suoi pensieri ed esperienze, dà consigli ai giovani ed incoraggia a credere sempre nei propri sogni.
Il 26 giugno 2012 pubblicato il loro primo EP, intitolato PTX, Vol. 1, raggiunge, già nella prima settimana di pubblicazione, un numero di circa 20 000 copie vendute. Tra le cover di maggior notorietà dell'album ricordiamo quella di Somebody That I Used to Know di Gotye. Nell'autunno dello stesso anno partono per il loro primo tour, esibendosi in circa 30 città. Sempre nel 2012, il 13 novembre, pubblicano il loro secondo EP, dal titolo PTXmas, contenente canzoni natalizie. L'uscita del disco è seguita dalla pubblicazione su YouTube del singolo Carol of the Bells.
Nel 2013 i due membri Mitch e Scott iniziano uno show divertente su YouTube sul loro canale "SUPERFRUIT", i due migliori amici d'infanzia si divertono con challenge, reaction, Q&A, cover, video tag, ogni settimana, e tengono informati i fan sulla loro canzone della settimana e la loro ossessione della settimana. Collaborazioni con lo youtuber Tyler Oakley, ed altri, con le cantanti Victoria Justice e Tori Kelly. I video diventati più popolari del canale Superfruit sono: Frozen Medley (con Kirstin Maldonado), e il medley dell'album di Beyoncé, BEYONCÉ, condiviso sulla pagina Facebook di Beyoncé scrivendo "Mitch and Scott are flawless". Per Scott, grande fan di Beyoncé, i complimenti migliori della sua carriera sono quelli ricevuti da Beyoncé, la quale fece i complimenti condivisi su Facebook del loro video: Evolution of Beyoncé del gruppo.
Il novembre del 2013 vede, invece, l'uscita del terzo disco del gruppo, sempre un extended play, dal titolo PTX, Vol. II. L'album arriva al primo posto nella classifica di "Billboard's Independent Album", e al numero 10 nella classifica di Billboard 200. Dopo l'uscita dell'album, il gruppo presenta il loro nuovo album ne The Ellen DeGeneres Show, portando una seconda versione del medley Evolution of Beyoncé, divenuto popolare su YouTube. La pubblicazione del suddetto album è concomitante alla pubblicazione, di un medley arrangiato sui maggiori successi del duo dei Daft Punk, destinato a diventare il video del gruppo con più visualizzazioni (oltre 350 milioni ad oggi). Poi nel novembre 2013 pubblicano la deluxe edition di PTXmas, la quale aggiunge due nuove tracce, come la cover Little Drummer Boy, il cui album arriva al 2º posto in Billboard nella categoria "Streaming Songs" e al 1º posto nella classifica "Holiday 100 chart". Degna di nota è anche la collaborazione con la violinista Lindsey Stirling, nella cover di Radioactive, dall'originale degli Imagine Dragons, che nel 2013 ha ricevuto il premio YouTube Music Awards.
Nel maggio 2014 firmano con la RCA Records. In seguito, nel settembre del 2014, pubblicano un quinto ep, dal titolo PTX, Vol. III; in concomitanza, esce il video del loro nuovo singolo Papaoutai (dall'originale di Stromae), realizzato in collaborazione con la violinista Lindsey Stirling. L'album raggiunge il 5º posto nella classifica Billboard 200.
Il mese successivo (l'ottobre 2014), i Pentatonix pubblicano il loro sesto disco, intitolato That's Christmas to Me, in cui troviamo una canzone inedita e il mashup con Tori Kelly Winter Wonderland/Don't Worry Be Happy. L'album viene certificato oro dalla Recording Industry Association of America. Il video che accompagna la pubblicazione dell'album natalizio è quello del singolo White Winter Hymnal; l'album arriva a scalare le classifiche ed aggiudicarsi il premio di disco di platino e si piazza tra le classifiche dei migliori album natalizi.
L'inverno del 2014 si apre, per i Pentatonix, con la nomination al cinquantasettesimo Grammy Awards: il quintetto vocale concorre proprio con il suo medley più fortunato, Daft Punk, che si classifica primo nella categoria per i "Migliori arrangiamenti, strumentali o a cappella". Inizialmente l'idea era quella di fare la cover di Get Lucky ma visto che da piccoli erano grandi fan dei Daft Punk, decidono di dare omaggio alla loro carriera, quindi mettendo nel medley alcune delle canzoni più conosciute del duo francese. Per loro quest'esperienza viene segnata come la più surreale della loro carriera, infatti negli anni precedenti, in seguito ai successi ottenuti, facevano spesso ironia sulla vincita di un Grammy.

### 2015-2017:On My Way Home, ilPiece by Piece TourePentatonix
Nel 2015 appaiono sul grande schermo cantando nel film Pitch Perfect 2, diretto da Elizabeth Banks.
Nel marzo del 2015 Kevin pubblica un EP da solista, nell'album ci sono cover come Stay With Me ed altre di musica classica, le cui eseguite col violoncello e beatbox. L'album riscuote un grande successo nella classifica del genere classico di Billboard, l'album arriva al 1º posto.
Nel 18 giugno 2015 viene pubblicato il documentario On My Way Home disponibile su Vimeo e iTunes. Il documentario racconta la loro storia e i loro primi approcci alla musica. Nel documentario il trio ritorna nel loro liceo, ringraziando i loro professori di musica e i loro vecchi amici. Riprese mentre registano il loro prossimo album, nel loro tour bus, nei live, nel liceo, e abbracciati ai genitori, che la loro carriera permette di non vederli spesso. Nel documentario non mancano lacrime, risate e tanto altro da scoprire su di loro.
Nell'estate 2015 iniziano il loro tour estivo di Kelly Clarkson Piece by Piece Tour, la quale rivelata grande fan dei PTX, come anch'essi suoi fan, infatti, Kirstin ci rivela che il suo primo concerto fu a quello di Kelly, Kirstin esclama: "Un sogno che diventa realtà". Nel tour il gruppo esegue la canzone di Kelly Heartbeat Song.
Nell'ottobre del 2015 viene pubblicato un album con 13 canzoni originali, con il primo singolo pubblicato Can't Sleep Love. L'album in poche settimane scala le classifiche di iTunes e Billboard, e 1º nella classifica Billboard 200. Presentano il loro album a The Tonight Show. Emozionati, il loro primo album originale che va a scalare le classifiche statunitensi ed altre, un'evoluzione della musica a cappella che oggi va ai primi posti nelle classifiche. Scott dichiara: "I PTX passano alla musica originale, adesso noi stiamo al punto della nostra carriera dove produciamo più musica originale, perché noi vogliamo la musica originale, noi abbiamo tanto da dire, e penso che questo sarà completamente una scalata". Fanno anche la loro comparsa agli AMAs 2015, con il medley di Star Wars.
Nel novembre 2015 pubblicano la deluxe edition dell'album natalizio That's Christmas to Me.
Nel dicembre 2015 i Pentatonix ricevono una seconda nomination ai Grammy Awards, con la cover Dance Of The Sugar Plum Fairy. Mitch dichiara: "Il Grammy ci ha riconosciuto come degli esperti e operosi musicisti che fanno qualcosa di forte impatto ed unico. Non riesco a pensare ad un onore più grande. "
Nel gennaio del 2016 Kevin pubblica un altro EP con il suo vecchio trio "Tripyq" composto dalla cantante Antoniette Costa, e dalla pianista e violinista Tara Kamangar, con il primo singolo intitolato Camouflage Me.
Nel febbraio il loro album originale Pentatonix diviene disco d'oro. E in seguito l'album That's Christmas To Me diviene multi-platino. Poi al seguito della nomination vincono un secondo Grammy con l'arrangiamento della cover natalizia Dance Of The Sugar Plum Fairy.
Il 12 febbraio 2017 vincono il loro terzo Grammy, in questa occasione il premio va alla miglior interpretazione country di un duo/gruppo grazie alla cover di Jolene cantata con Dolly Parton.

### 2017-presente:Top Pop, Vol. I,Christmas Is Here!e At Home
Nel maggio 2017, Avriel Kaplan annuncia di aver deciso di lasciare il gruppo per trascorrere più tempo con la sua famiglia, non riuscendo più a sostenere i ritmi dei tour del gruppo. La prima pubblicazione dei Pentatonix senza di lui è una cover di Dancing On My Own di Robyn. Kaplan viene poi sostituito da:
- Matt Sallee (nato l'11 febbraio 1994), originario di Baltimore (Maryland), cresciuto a La Plata. Ha iniziato a cantare da giovanissimo nella chiesa del padre. Ha partecipato a vari programmi e spettacoli durante gli studi nel Maryland meridionale. È baritono e sa suonare il piano e la batteria.

Matt fa il suo debutto con il gruppo con una cover del brano natalizio Deck The Halls. Successivamente,  il gruppo pubblica una cover di Havana di Camila Cabello: si tratta del primo singolo estratto dall'album PTX Presents: Top Pop, Vol. I, che verrà poi pubblicato il 13 aprile 2018. L'album contiene esclusivamente delle cover di hit pop, inclusi dei medley. Segue un tour.
Il 20 settembre 2018, il gruppo annuncia l'album natalizio Christmas Is Here!, che viene poi pubblicato il 26 ottobre. Il singolo di lancio del progetto è 'Making Christmas', cover di un brano tratto dalla colonna sonora di Nightmare Before Christmas. Nel 2019, il gruppo pubblica un altro album natalizio, The Best Of Pentatonix Christmas.
Nel 2020, nel bel mezzo della pandemia da COVID-19, il gruppo pubblica l'EP At Home, un progetto a cui ciascun membro ha lavorato registrando le sue parti da casa. Il disco include 6 tracce, tutte cover; uno dei brani è un medley di ben 13 canzoni.
Nel 2023 appaiono nel film streaming Buon Natale da Candy Cane Lane (Candy Cane Lane), diretto da Reginald A. Hudlin e prodotto da Prime Video.

## Discografia

### Album in studio
- 2014 - PTX, Vols. 1 & 2
- 2014 - PTX
- 2014 - That's Christmas to Me
- 2015 - Pentatonix
- 2016 - A Pentatonix Christmas
- 2018 - PTX Presents: Top Pop, Vol. I
- 2018 - Christmas Is Here!
- 2020 - We Need a Little Christmas
- 2021 - The Lucky Ones
- 2021 - Evergreen
- 2022 - Holidays Around the World

### EP
- 2012 - PTX, Volume I
- 2012 - PTXmas
- 2013 - PTX, Vol. II
- 2014 - PTX, Vol. III
- 2017 - PTX, Vol. IV - Classics
- 2020 - At Home

## Formazione

### Formazione attuale
- Scott Richard Hoying – baritono e coro (2011-presente)
- Mitchell Coby Michael Grassi – Controtenore e coro (2011-presente)
- Kirstin Taylor Maldonado – mezzosoprano e coro (2011-presente)
- Kevin Oluwole Olusola – Beatbox, violoncello, tenore e coro (2011-presente)
- Matt Sallee – basso e coro (2017-presente)

### Ex componenti
- Avriel Benjamin Kaplan – basso e coro (2011-2017)

## Premi e riconoscimenti
YouTube Music Awards
- 2013 - risposta dell'anno, Lindsey Stirling and Pentatonix - "Radioactive (Imagine Dragons song)"

Streamy Awards
- 2014 - Migliore Cover, Daft Punk

Shorty Awards
- 2015 - Miglior musicista YouTube

Grammy Awards
- 2015 - Migliore arrangiamento, strumentale o a cappella, "Daft Punk"
- 2016 - Migliore arrangiamento, strumentale o a cappella, "Dance of the Sugar Plum Fairy"
- 2017 - Miglior performance country di un duo o gruppo, "Jolene" - Dolly Parton e Pentatonix

Dischi di Platino
- 2015 - That's Christmas to Me (2014)
- 2016 - A Pentatonix Christmas (2016)